# Wil Horneff
William Samuel "Wil" Horneff (nascido em 12 de junho de 1979, em Englewood, Nova Jersey, Estados Unidos) é um ator americano.

## Início da vida
Horneff é o mais velho de quatro filhos, seus pais possuem o Horneff Performing Arts Center Robin em Waldwick, New Jersey , enquanto seu pai Van também é dono de uma empresa de mat ginástica. Ele cresceu em Saddle River em Nova Jersey e participou do Bergen Catholic High School em Oradell, New Jersey.  Horneff começou a atuar profissionalmente em 1992 com treze anos de idade. Ele fez sua estreia na Broadway John Guare 's Four Baboons Adoring The Sunl oposto Stockard Channing e James Naughton .

## Carreira
Sua primeira aparição no Cinema foi um papel relativamente como um personagem secundário no filme cult The Sandlot como Phillips, o arqui-rival dos personagens-título. Isso foi logo seguido por uma aparição na série de TV Law & Order, bem como papéis principais em filmes como Ghost in the Machine e Born to Be Wild.
Em 1995, ele ganhou o Young Artist Award de Melhor Ator Principal jovem em um Filme Feito para TV por seu papel como Jody Baxter em The Yearling e ganhou o Young Artist Award no ano seguinte como Melhor ator protagonista jovem em um longa-metragem por seu papel como Rick Heller em Born to Be Wild.
Ele também viajou extensivamente durante este tempo, visitando a França, Espanha e Alemanha. Sua família costumam visitar parentes na Europa, o que lhe permitiu aprender a falar tanto francês e alemão fluentemente. Ele também passou vários meses na Rússia, ajudando crianças carentes e em torno de Kostroma.
Em 2002, ele fez seu retorno atuando com uma segunda aparição na série Law & Order. Desde então, ele tem aparecido em inúmeras séries diferentes 'TV como The Handler, CSI: NY e House MD além de vários filmes de terror como The Roost. Ele atualmente reside em New Jersey.
Em 2007, participou do filme 7eventy 5ive, interpretando os gêmeos Scott e Josh,que perdem os pais após um trote por telefone.